# Ellen Stewart
 (juin 2023).
Si vous disposez d'ouvrages ou d'articles de référence ou si vous connaissez des sites web de qualité traitant du thème abordé ici, merci de compléter l'article en donnant les références utiles à sa vérifiabilité et en les liant à la section « Notes et références ».
Ellen Stewart, née le 7 novembre 1919 à Chicago et morte le 13 janvier 2011 à New York, est une figure majeure du théâtre expérimental américain.
Venue s'installer à New York en 1950, cette personnalité afro-américaine a travaillé plusieurs années comme créatrice dans le milieu de la mode avant de fonder le Cafe La MaMa en 1962, afin de promouvoir le jeune théâtre expérimental, rejeté par l'establishment théâtral. Accueillant les dramaturges les plus subversifs et novateurs, le lieu se transforme en La MaMa Experimental Theatre Club (E.T.C.), véritable emblème du courant Off-Off-Broadway. Pendant près de cinquante ans, Stewart en assure la direction artistique, imposant finalement La Mama comme un monument de la culture américaine. Elle a contribué à faire connaître Bob Wilson, Meredith Monk, Sam Shepard, Lanford Wilson, Stephen Schwartz, Harvey Fierstein, Jerzy Grotowski, Tadeusz Kantor ou Andrei Șerban.